# Aarschotse Bruine
Aarschotse Bruine is een Belgisch bier van hoge gisting.
Het bier wordt gebrouwen in de Stadsbrouwerij te Aarschot. Het is een donkerbruin bier met een alcoholpercentage van 6%.
Aarschotse Bruine was oorspronkelijk een biertype en typisch streekbier. Het werd gebrouwen bij verschillende brouwerijen, onder andere brouwerij Valvekens en brouwerij Tielemans en had toen een alcoholgehalte rond de 4%. Met de overnames van brouwerij Valvekens door brouwerij Van Milders te Geel en van brouwerij Tielemans door brouwerij Haacht in 1969 verdween de Aarschotse Bruine uit de handel.
Het bier werd onder impuls van het toenmalige stadsbestuur opnieuw gebrouwen vanaf 1989, eerst door brouwerij Biertoren te Kampenhout en na diens overname vanaf 1993 verscheidene jaren door brouwerij Huyghe te Melle. De nieuwe Aarschotse Bruine was uiteindelijk iets minder zurig dan zijn oorspronkelijke versie en was in tegenstelling tot wat zijn naam liet vermoeden, eerder een blond bier dan een bruin bier.
In 2012 werd beslist, opnieuw op initiatief van het huidige stadsbestuur, om het bier opnieuw te brouwen in Aarschot zelf in de nieuw opgerichte stadsbrouwerij in de schuur van het cultuurcentrum Het Gasthuis. Het nieuwe bier kwam tot stand dankzij een samenwerking van de Bier- en wijngilde 't Alternatief en De Aarschotse Bierwegers (vereniging aangesloten bij Zythos) en benadert de oorspronkelijke smaak zo dicht mogelijk.